# Ligne 251 (Infrabel)
Pour les articles homonymes, voir Ligne 251 et Ligne 112.
La ligne 251 était une ligne ferroviaire belge reliant la ligne 112 (Marchienne-au-Pont - La Louvière-Centre) à Leval, dans le Hainaut sur la ligne 108 (Mariemont - Binche - Erquelinnes). 

## Histoire
Elle est inaugurée le 17 février 1868 dans le but de desservir plusieurs charbonnages et industries situées entre Leval et Piéton et pourrait avoir été utilisée à l'origine pour transiter entre ces deux villes[réf. nécessaire].
Le tronçon Leval-Bois des Vallées fut fermé en 1890, tandis que le tronçon Piéton-Cokerie d’Anderlues fut fermé en 2006 et déferré en 2010, à la suite de la fermeture de la cokerie (dernière maintenance de la cabine du signal : 13 avril 2004). Seul quelques panneaux ainsi que les piquets des passages à niveau non gardés sont toujours présents.[réf. nécessaire]
Avant sa dégradation au rang de ligne industrielle, elle a été appelée ligne 112A[réf. nécessaire] mais ne doit pas être confondue avec la ligne 112A qui reliait Roux à Piéton.
La cokerie d'Anderlues fut le dernier raccordé à cette ligne. Depuis sa fermeture, cette portion de ligne a également été démontée.